# Rhinogobius wuyanlingensis
Rhinogobius wuyanlingensis es una especie de pez de la familia de los Gobiidae en el orden de los Perciformes.

## Morfología
Los machos pueden llegar a alcanzar los 3,1 cm de longitud total y las  hembras 3,01.

## Hábitat
Es un pez de Agua dulce, de clima subtropical

## Distribución geográfica
Se encuentran en Asia: la China.

## Observaciones
Es inofensivo para los humanos.